# Traces of Death
Traces of Death (br: Traços da Morte) é uma série de documentários do gênero Shockumentary iniciada em 1993 que exibe cenas explícitas sobre modos de se morrer. É o sucessor na temática de Faces da Morte. A série exibe atos brutais e atrocidades humanas reunidas em cinco filmes.

## História
O filme, que tem mais quatro sequências, trata de várias situações similares a Faces da Morte. A diferença é que consiste, em sua maioria, de gravações reais de mortes e torturas de pessoas e animais.
Foi censurado no Reino Unido pela BBFC por não ter nenhum valor jornalístico, educacional ou outro que justifique o contexto das fortes imagens mostradas. A primeira parte tem uma escassa sequência de 78 minutos.
Entre os temas abordados está o suicídio de Budd Dwyer, ocorrido ao vivo pela TV norte-americana, a morte do ator Vic Morrow, ocorrida durante a filmagem de Twilight Zone, o bombardeio da praça do mercado de Sarajevo que matou quase 100 pessoas, cenas de crianças mortas, um ciclista atropelado por um ônibus e a cena de um homem sendo devorado por leões famintos em Wallasee, Angola, em 1975.
A partir do segundo filme, as cenas são entremeadas com o uso de música Death Metal.
A série é distribuída por Darrin Damages. No México se comercializam cópias piratas que têm o nome de Trauma. No Brasil são encontradas com facilidade à venda em DVD.

## Sequências
- Parte 1 (1993): Cenas terríveis de um infeliz turista que é devorado por leões famintos. Raras imagens de Ilse Koch, cujas atrocidades durante o Regime Nazista inspiraram muitos filmes de mutilação e assassinatos por canibais. Há ainda legistas praticando autópsias, suicídios recentes, assassinatos e embalsamentos. 78 minutos. Narração de Damon Fox.
- Parte 2 (Cenas Mortais!!) (1994): Cenas de explosão, cadáveres em decomposição, acidentes de carro e um show de caminhões onde um gigante robô comete um erro fatal. 90 minutos. Narração de Damon Fox.
- Parte 3 (Morto e enterrado!) (1995): Cenas do terrorismo praticado pelos homens-bomba suicidas. Uma jovem vítima da real história que inspirou o famoso filme O Silêncio dos Inocentes e imagens sangrentas efetuadas pelo Esquadrão da Morte em El Salvador. 85 minutos. Narração de Brain Damage.
- Parte 4 (Ressurreição de volta da morte!!) (1996): Assassinatos nas ruas, amputações e sangrentos acidentes de carro. 66 minutos. Narração de Brain Damage.
- Parte 5 (Muito mais mortal) (2000): O violento assassinato de uma refém, acidentes e o submundo da cultura gótica. 92 minutos. Narração de Brain Damage.